# Aleksandrs Cauņa
Aleksandrs Cauņa, född 19 januari 1988 i Daugavpils, är en lettisk före detta fotbollsspelare som spelar för CSKA Moskva.
Cauņa spelar som mittfältare och har tidigare spelat för Olimps Riga (2006) och Watford FC (2009). Han spelar även för Lettlands herrlandslag i fotboll och har hittills gjort 21 landskamper och 4 mål. 